# Philippe Breton
Philippe Breton este cercetator la CNRS (Laboratorul de sociologie a culturii europene de la Strasbourg) si preda la Universitatea Paris-1-Sorbonne) . Este nascut in 1955 la Bethune , Franta si este doctor in psihologie

## Publicatii
- 1987. Une histoire de l’informatique. Paris: La Découverte ( Seuil, coll. « Points sciences », Paris, 1990 ;).
- 1989. Les technosciences en question. Éléments pour une archéologie du XX×10{{{1}}} siècle (en collaboration cu Frank Tinland si Alain-Marc Rieu). Paris : Champ Vallon, Seyssel.
- 1989. L’explosion de la communication. La naissance d’une nouvelle idéologie (in colaborare cu Serge Proulx). Paris & Montréal : La Découverte & Boréal (édition de poche : La Découverte/poche, Paris, 1996 ).
- 1990. La Tribu informatique. Paris : Métaillié (Grand prix de la littérature informatique 1991).
- 1992. L’utopie de la communication. Paris : La Découverte (, Paris, 1997, 2004 ).
- 1995. À l’image de l’homme. Du Golem aux créatures virtuelles. Paris: Seuil, coll. « Science ouverte » .
- 1996. L’argumentation dans la communication. Paris : La Découverte, coll. « Repères », Paris, 2003 (traduit en portugais).
- 1998. L’option informatique au lycée . Paris : Hachette classique.
- 1998. La parole manipulée. Paris : La Découverte ( tradus in romana la editura Institutul European Iasi sub titlul " Manipularea cuvantului "  - http://www.euroinst.ro/titlu.php?id=720 ).
- 2000. Histoire des théories de l’argumentation .
- 2000. Le culte de l’Internet. Une menace pour le lien social?. Paris : La Découverte
- 2002. L’explosion de la communication à l’aube du XXI×10{{{1}}} siècle. Paris: La Découverte
- 2003. Éloge de la parole. Paris : La Découverte
- 2004. Argumenter en situation difficile. Paris : La Découverte
- 2006. L’incompétence démocratique. La crise de la parole au cœur du malaise (dans la) politique. Paris : La Découverte.
- 2008. Convaincre sans manipuler - Apprendre à argumenter. Paris : La Découverte. TRadus in romana la editura Institutul European Iasi sub titlul "Convinge fara sa manipulezi" - http://www.euroinst.ro/titlu.php?id=993
- 2009. Les refusants. Comment refuse-t-on de devenir exécuteur. Paris : La Découverte.
- 2009. Le silence et la parole contre les excès de la communication . Toulouse : Érès.